# Pruska Karczma
Pruska Karczma (kaszb. Pruskô Karczma) – osada leśna wsi  Graniczna Wieś w Polsce położona w województwie pomorskim, w powiecie gdańskim, w gminie Trąbki Wielkie.
Osada położona nad północnym brzegiem jeziora Bronisława, w lesie zwanym Baba Jaga.
W latach 1975–1998 miejscowość położona była w województwie gdańskim.